# بنصر
البِنصر الإصبع الرابعة من أصابع اليد وتقع بين الوسطى والخنصر.